# Cramérs förmodan
Inom talteori är Cramérs förmodan, formulerad av den svenska matematikern Harald Cramér 1936, en förmodan om primtal. Förmodandet säger att
{\displaystyle p_{n+1}-p_{n}=O((\log p_{n})^{2}),\ }
där pn är det n-te primtalet. Ekvationen ovan nämndes explicit av Cramér, men hans argument stöder den starkare utsagon att
{\displaystyle \limsup _{n\rightarrow \infty }{\frac {p_{n+1}-p_{n}}{(\log p_{n})^{2}}}=1,}
och den versionen kallas ofta Cramérs förmodan i litteraturen.
Ingendera form av Cramérs förmodan har bevisats eller motbevisats.